# خورخي إلياس
خورخي إلياس هو لاعب كرة قدم برازيلي، ولد في 6 يونيو 1991 في البرازيل. لعب مع Kapfenberger SV ‏.

## وصلات خارجية
- خورخي إلياس على موقع قاعدة بيانات كرة القدم.إي يو (الإنجليزية)
- خورخي إلياس على موقع Soccerway.com (الإنجليزية)
- خورخي إلياس على موقع عالم كرة القدم.نت (الإنجليزية)